# Pseudalsomyia piligena
Pseudalsomyia piligena là một loài ruồi trong họ Tachinidae.